# Иванов, Михаил Иванович (артиллерист)
Михаил Иванович Иванов (3 ноября 1908 — 11 октября 1943) — командир 136-го гвардейского артиллерийского полка 68-й гвардейской стрелковой дивизии 40-й армии Воронежского фронта (1943), гвардии подполковник. Герой Советского Союза (1943, посмертно). Погиб в бою.

## Биография
Михаил Иванов родился 3 ноября 1908 года в Самаре. Получил среднее образование, после чего работал ремонтником на железной дороге. 
В 1930 году Иванов призван на службу в Рабоче-крестьянскую Красную Армию. В 1931 году он окончил курсы командиров артиллерийских взводов, в 1940 году — Высшую военную школу штабной службы. 
С августа 1942 года — на фронтах Великой Отечественной войны. 
В боях на Сталинградском фронте — командир 1059-го артиллерийского полка 96-й стрелковой дивизии.
К сентябрю 1943 года гвардии подполковник Михаил Иванов командовал 136-м гвардейским артиллерийским полком 68-й гвардейской стрелковой дивизии 40-й армии Воронежского фронта. Отличился во время битвы за Днепр.
24 — 25 сентября 1943 года полк Иванова успешно переправился через Днепр в Кагарлыкском районе Киевской области Украинской ССР и принял активное участие в захвате и удержании плацдарма на его западном берегу. Действия артиллеристов полка способствовали успешным действиям стрелковых частей. 
11 октября 1943 года гвардии подполковник Иванов погиб в бою. 
Похоронен в братской могиле в селе Сошников Бориспольского района Киевской области Украины.
Указом Президиума Верховного Совета СССР от 24 декабря 1943 года гвардии подполковник Михаил Иванов посмертно был удостоен звания Героя Советского Союза.
Был награждён орденами Ленина (24.12.1943, посмертно) и Красного Знамени (28.02.1943), медалью «За оборону Сталинграда» (1943).